# Ornithogalum dregeanum
Ornithogalum dregeanum är en sparrisväxtart som beskrevs av Carl Sigismund Kunth. Ornithogalum dregeanum ingår i släktet stjärnlökar, och familjen sparrisväxter. Inga underarter finns listade i Catalogue of Life.